# Ogni volta (Antonello Venditti)
Ogni volta è un singolo estratto dall'album Prendilo tu questo frutto amaro del cantautore italiano Antonello Venditti, pubblicato nel 1995. L'autore romano l'ha definita la più bella canzone d'amore che abbia mai scritto rappresenta l'addio definitivo alla persona che rappresenta quell'amore. Completa la trilogia ispirata alla ex moglie di cui fanno parte Ricordati di me e Amici mai. Nel 2019, la giornalista Monica Leofreddi, ha rivelato che la canzone era dedicata a lei, insieme a Settembre, altro celebre brano del cantautore romano 

## Video
Il video è stato diretto da Andy Morahan con l'ausilio del chroma key.